# 輕快號巡防艦
輕快号巡防舰（HMS Alacrity F-174）是英国皇家海军的一艘21型巡防艦，由苏格兰的亚罗造船厂建造，1977年服役。
她于1980年作為皇家海軍特遣艦隊的一份子訪問中國上海，並在1982年参与了马岛战争。1994年3月她从皇家海军退役并出售给巴基斯坦海军，更名为“巴德尔”號（PNS Badr D-184），2013年4月退役（參見詞條巴德尔号巡防舰 (D-184)）。